# Condado de Stolberg

Escudo de armas.

El condado de Stolberg (del alemán: Grafschaft Stolberg) fue un condado del Sacro Imperio Romano localizado en la cordillera Harz, en un territorio que corresponde a la actual Sajonia-Anhalt, en Alemania.
La ciudad de Stolberg fue fundada probablemente en el siglo XII, como un asentamiento minero. Los condes de Stolberg (Grafen zu Stolberg) derivaban probablemente de una rama de los condes del castillo de Hohnstein cerca de Nordhausen en Turingia. La primera mención del castillo de Stolberg fue en 1210, citado como Stalberg y permaneció como propiedad de la familia condal, hasta su expropiación en 1945.
Las tierras de Stolberg, localizadas principalmente al este del Harz, incluían Stolberg, Hayn, el condado menor de Hohnstein, así como Kelbra y Heringen, los dos últimos territorios eran gobernados junto a la Casa de Schwarzburgo.
Los condes de Stolberg ampliaron considerablemente sus propiedades cuando heredaron el condado de Wernigerode en 1429, el condado de Königstein en 1535 y el condado de Rochefort en 1544. La Reforma Protestante se introdujo en su territorio en 1539. El 19 de marzo de 1548 la línea se dividió en una «línea de Harz» (Stolberg-Stolberg) y una «línea renana» con sus posesiones en Rochefort (Stolberg-Rochefort) y en Königstein im Taunus (Stolberg-Königstein).